# De Bruil (Westerwolde)
De Bruil is een gehucht in de gemeente Westerwolde in de provincie Groningen. Het gehucht ligt ten oosten van Ter Apel, tegen de grens met Duitsland. Het ligt direct naast de eerste sluis in het Ruiten-Aa-kanaal.